# 남산초등학교 (울산)
남산초등학교(南山初等學校)는 대한민국 울산광역시 남구 옥동에 있는 공립 초등학교이다.

## 학교 연혁
- 2004.12.28 남산초등학교 설립인가
- 2005.09.01 남산초등학교 개교 (28학급)

## 참고 자료
- 남산초등학교 - 한국교육학술정보원 학교알리미